# Boogschieten op de Olympische Zomerspelen 1908
Boogschieten is een van de sporten die beoefend werden tijdens de Olympische Zomerspelen 1908 in Londen.

## Heren

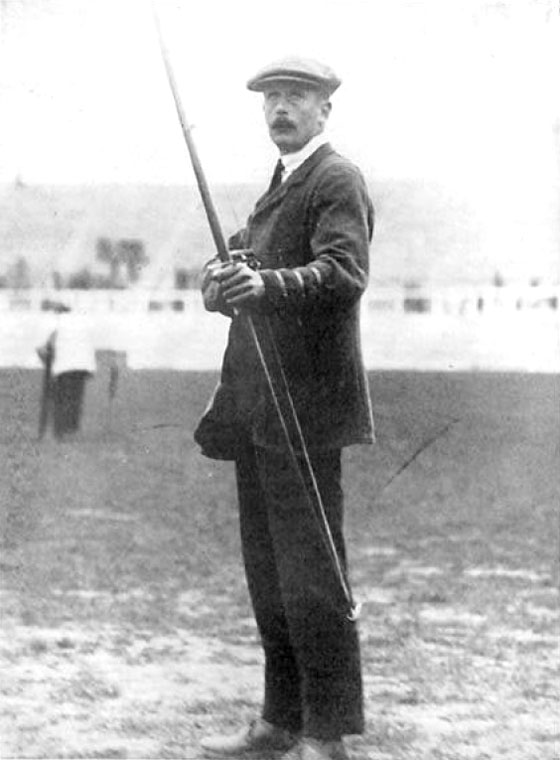
William Dod

### dubbele York ronde
| rang   | sporter              | land | score |
| ------ | -------------------- | ---- | ----- |
| Goud   | William Dod          | GBR  | 815   |
| Zilver | Reginald Brooks-King | GBR  | 768   |
| Brons  | Henry B. Richardson  | USA  | 760   |
| 4      | John Penrose         | GBR  | 709   |
| 5      | John Bridges         | GBR  | 687   |
| 6      | Harold James         | GBR  | 652   |
| 7      | Theodore Robinson    | GBR  | 647   |
| 8      | Hugh Nesham          | GBR  | 643   |

### continentale stijl
| rang   | sporter         | land | score |
| ------ | --------------- | ---- | ----- |
| Goud   | Eugène Grisot   | FRA  | 263   |
| Zilver | Louis Vernet    | FRA  | 256   |
| Brons  | Gustave Cabaret | FRA  | 255   |
| 4      | Charles Aubras  | FRA  | 231   |
| 5      | Charles Quervel | FRA  | 223   |
| 6      | Albert Dauchez  | FRA  | 222   |
| 7      | Louis Salingre  | FRA  | 215   |
| 8      | Henri Berton    | FRA  | 212   |

## Dames

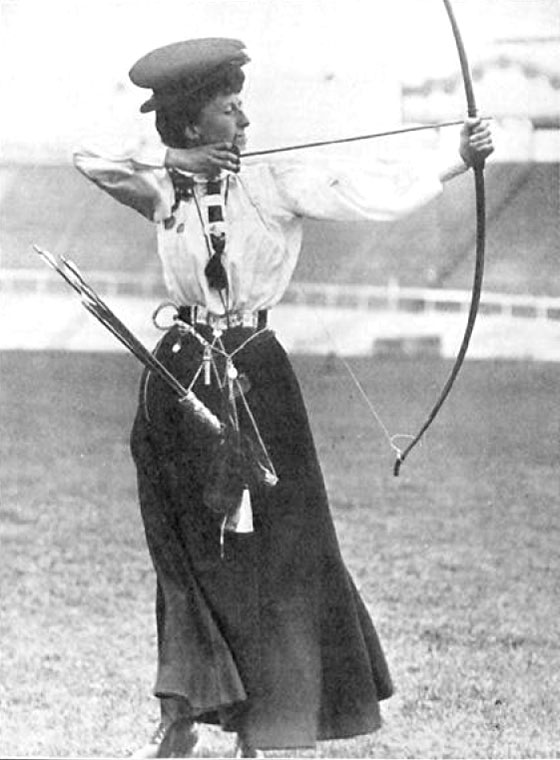
Queenie Newall

### dubbele nationale ronde
| rang   | sporter                   | land | score |
| ------ | ------------------------- | ---- | ----- |
| Goud   | Queenie Newall            | GBR  | 688   |
| Zilver | Lottie Dod                | GBR  | 642   |
| Brons  | Beatrice Hill-Lowe        | GBR  | 618   |
| 4      | Jessie Wadworth           | GBR  | 605   |
| 5      | G. W. H. Honnywill        | GBR  | 587   |
| 6      | S. H. Armitage            | GBR  | 582   |
| 7      | V. W. H. Priestley-Foster | GBR  | 553   |
| 8      | Lillian Wilson            | GBR  | 534   |

## Medaillespiegel
| rang   | land             | goud | zilver | brons | totaal |
| ------ | ---------------- | ---- | ------ | ----- | ------ |
| 1      | Groot-Brittannië | 2    | 2      | 1     | 5      |
| 2      | Frankrijk        | 1    | 1      | 1     | 3      |
| 3      | Verenigde Staten | 0    | 0      | 1     | 1      |
| totaal | totaal           | 3    | 3      | 3     | 9      |

Parijs 1900 · 
St. Louis 1904 · 
Londen 1908 · 
Antwerpen 1920 · 
München 1972 · 
Montréal 1976 · 
Moskou 1980 · 
Los Angeles 1984 · 
Seoel 1988 · 
Barcelona 1992 · 
Atlanta 1996 · 
Sydney 2000 · 
Athene 2004 · 
Peking 2008 · 
Londen 2012 · 
Rio de Janeiro 2016 · 
Tokio 2020 · 
Parijs 2024 · 
Los Angeles 2028
Medaillewinnaars 
Atletiek · Boksen · Boogschieten · Hockey · Jeu de paume · Kunstrijden · Lacrosse · Motorbootracen · Polo · Rackets · Roeien · Rugby · Schermen · Schietsport · Schoonspringen · Tennis · Touwtrekken · Turnen · Voetbal · Waterpolo · Wielersport · Worstelen · Zeilen · Zwemmen